# Elsberry
Elsberry és una població dels Estats Units a l'estat de Missouri. Segons el cens del 2000 tenia 2.047 habitants.

## Demografia
Segons el cens del 2000, Elsberry tenia 2.047 habitants, 779 habitatges, i 552 famílies. La densitat de població era de 675,5 habitants per km².
Dels 779 habitatges en un 38,3% hi vivien nens de menys de 18 anys, en un 49,7% hi vivien parelles casades, en un 15,3% dones solteres, i en un 29,1% no eren unitats familiars. En el 24,4% dels habitatges hi vivien persones soles l'11,2% de les quals corresponia a persones de 65 anys o més que vivien soles. El nombre mitjà de persones vivint en cada habitatge era de 2,63 i el nombre mitjà de persones que vivien en cada família era de 3,09.
Per edats la població es repartia de la següent manera: un 31,4% tenia menys de 18 anys, un 8,7% entre 18 i 24, un 26,9% entre 25 i 44, un 19,9% de 45 a 60 i un 13,2% 65 anys o més.
L'edat mediana era de 34 anys. Per cada 100 dones de 18 o més anys hi havia 89,6 homes.
La renda mediana per habitatge era de 27.917 $ i la renda mediana per família de 32.188 $. Els homes tenien una renda mediana de 30.896 $ mentre que les dones 20.119 $. La renda per capita de la població era de 14.615 $. Entorn del 14,7% de les famílies i el 14,7% de la població estaven per davall del llindar de pobresa.

## Poblacions més properes
El següent diagrama mostra les poblacions més properes.